# FA Premier League 2007-08
La Premier League 2007-08 és una competició de futbol anglesa amb format lliga tots contra tots a doble volta. El Manchester United es va proclamar campió a la darrera jornada, guanyant 0-2 al camp del Wigan.

## Classificació
Baixen a la "League Two" el Reading, el Birmingham i el Derby County.
Pugen a la "Premier League" el West Bromwich Albion FC i el Stoke City FC. La tercera plaça encara està per confirmar perquè només un dels següents equips de la Football League Championship podrà ascendir a la Premier League:
- Hull City
- Crystal Palace
- Bristol City
- Watford

## Màxims golejadors
| Jugador           | Gols | Equip                |
| ----------------- | ---- | -------------------- |
| Cristiano Ronaldo | 31   | Manchester United FC |
| Emmanuel Adebayor | 24   | Arsenal FC           |
| Fernando Torres   | 24   | Liverpool FC         |
| Roque Santa Cruz  | 19   | Blackburn Rovers FC  |
| Dimitr Berbàtov   | 15   | Tottenham Hotspur FC |
| Robbie Keane      | 15   | Tottenham Hotspur FC |
| Yakubu            | 15   | Everton FC           |
| Carlos Tévez      | 14   | Manchester United FC |
| John Carew        | 13   | Aston Villa          |